# Merville-Franceville-Plage
Merville-Franceville-Plage – miejscowość i gmina we Francji, w regionie Normandia, w departamencie Calvados.
Według danych na rok 1990 gminę zamieszkiwało 1317 osób, a gęstość zaludnienia wynosiła 126 osób/km² (wśród 1815 gmin Dolnej Normandii Merville-Franceville-Plage plasuje się na 172 miejscu pod względem liczby ludności, natomiast pod względem powierzchni na miejscu 477).